# 팔진법
팔진법(八進法, octal)은 8을 밑으로 하는 기수법이다. 0부터 7까지의 숫자를 사용한다.
8진법은 오른쪽 끝 숫자부터 시작해서, 연속되는 3자리 숫자를 묶음으로써 2진법으로부터 만들어질 수 있다. 예를 들어, 십진법 숫자 74는 2진수 1001010로 바꿀 수 있는데, 여기서 “1 001 010”의 꼴과 같이 세 자리씩 묶으면 각 묶음은 8진수 112의 각 자릿수를 2진수로 바꾼 것과 같이 표시할 수 있다.
8진법은 가끔 컴퓨팅에서 십육진법 대신 쓰인다.

## 다른 기호
1=l 2=s 3=n 4=m 5=t 6=f 7=u 0=0